# 25 км (зупинний пункт, Південна залізниця)
25 кіломе́тр — залізничний зупинний пункт Полтавської дирекції Південної залізниці.
Розташований біля села Гайворон Бахмацького району Чернігівської області на лінії Бахмач-Пасажирський — Лохвиця між станціями Григорівка (5 км) та Рубанка (7 км).
Станом на лютий 2020 року щодня дві пари дизель-потягів прямують за напрямком Бахмач-Пасажирський — Ромодан.